# Pellegrinaggio della Candelaria

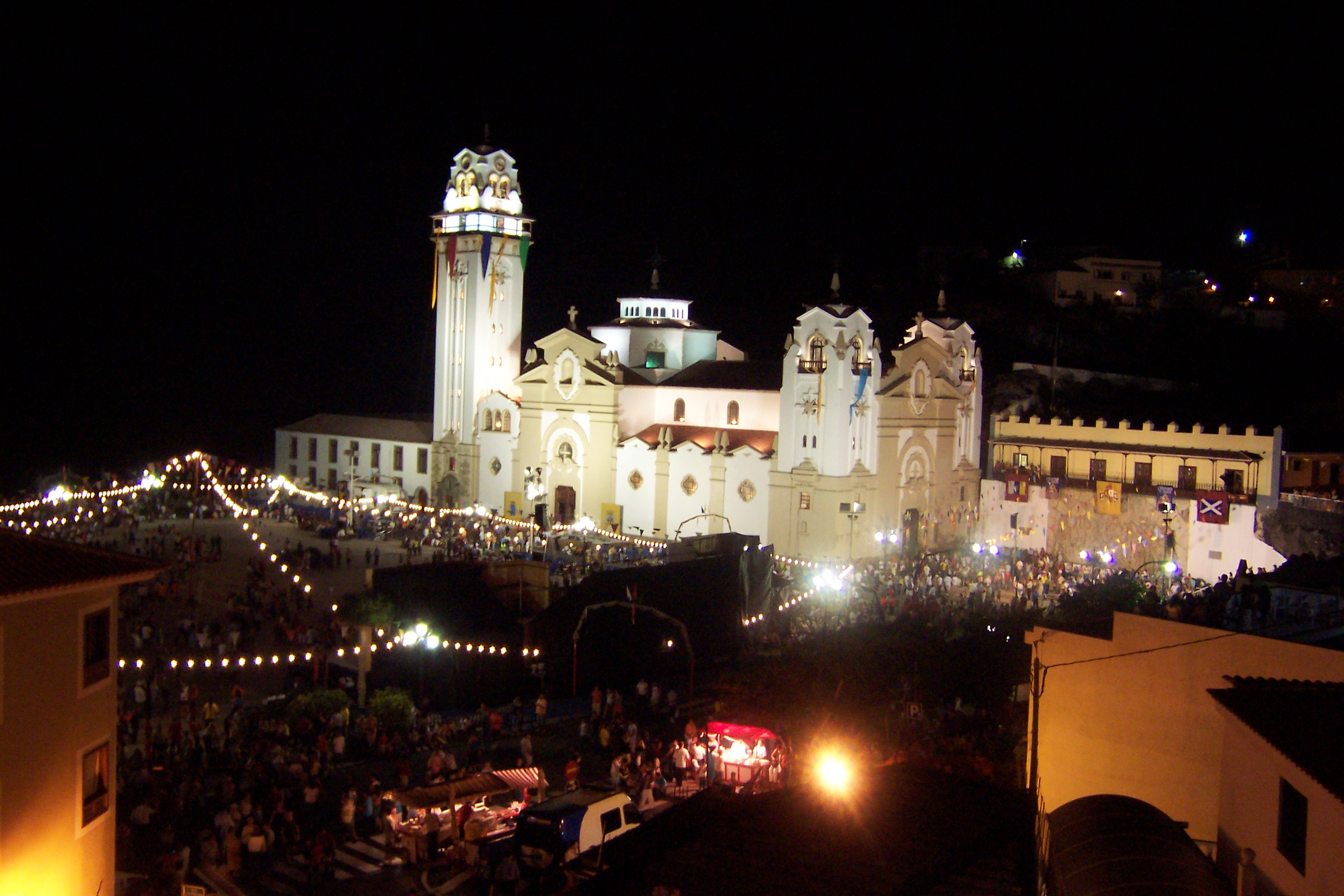
Basilica di Nostra Signora della Candelaria, meta di pellegrinaggi. Foto della basilica illuminata la notte del pellegrinaggio.

Il Pellegrinaggio a Candelaria (popolarmente chiamato Caminata a Candelaria) è una marcia religiosa che si svolge ogni anno nella notte tra il 14 e il 15 agosto a Tenerife (Isole Canarie, Spagna) verso il comune di Candelaria dove si trova l'immagine della patrona delle Isole Canarie, la Vergine della Candelaria. È uno degli eventi più popolari delle Isole Canarie.

## Storia
I festeggiamenti della Virgen de la Candelaria che si celebrano il 2 febbraio sono la continuazione di quello celebrato dai conquistatori nel 1497 e quello del 15 agosto risale al XVIII secolo e fu finanziato con le elemosine del paese, dove apparizione della Vergine ai Guanci.
Secondo Alonso de Espinosa (1594), l'attuale grotta di San Blas era un luogo di pellegrinaggio dei Guanci di Tenerife per venerare Chaxiraxi (nome che i Guanci davano alla Vergine). Questo pellegrinaggio veniva solitamente effettuato durante la luna d'agosto o Beñesmen. Il Beñesmen nel calendario Guanci era una festa agricola in cui la raccolta dei prodotti della terra era dedicata a Chaxiraxi. I Guanci offrivano gofio, carne di capra, latte, cereali, ecc. Per tutti questi motivi, il Pellegrinaggio a Candelaria è una chiara traccia dei Beñesmen Guanci, che risale a diversi secoli fa e fu compiuto addirittura dai Menceyes (re aborigeni).

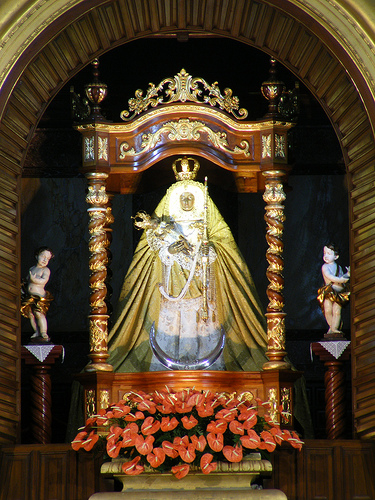
Vergine della Candelaria, patrona delle Isole Canarie.

Il Pellegrinaggio a Candelaria fu il precedente di una tradizione profondamente radicata in tutte le Isole Canarie, quella di visitare a piedi il santo patrono di ciascuna delle isole.

## Caratteristiche
I pellegrini in genere partono dalle loro località o paesi o dalla capitale, Santa Cruz de Tenerife o San Cristóbal de La Laguna. A questa tradizione partecipano anche molte persone provenienti dal nord dell'isola, ma generalmente partono tre giorni prima, per arrivare a Candelaria il 15 agosto, giorno principale della festa. Di solito trascorrono la notte in campeggio.
In generale, la maggior parte del percorso dei pellegrini provenienti dall'area metropolitana è la Strada generale del sud di Tenerife (TF-28), che si trova sull'autostrada TF-1. Parallelamente all'autostrada corre anche il cosiddetto "Cammino del Pellegrino", una strada che attraversa i comuni di Candelaria, El Rosario e Santa Cruz de Tenerife. Anche questo percorso rimane aperto tutto l'anno.
Recentemente, l'organizzazione del percorso di pellegrinaggio a Candelaria è stata effettuata lungo l'antico Camino Real o "Vecchia strada", che collegava La Laguna con Candelaria, questo percorso ha la categoria di Bien de Interés Cultural (BIC) con la categoria di Complesso Storico. I comuni di El Sauzal, Tacoronte, Tegueste, La Laguna, El Rosario, La Victoria de Acentejo e La Matanza de Acentejo hanno aderito a questa iniziativa nel 2008.
I pellegrini che arrivano da altre isole o dalla penisola iberica solitamente arrivano sull'isola in barca o in aereo e generalmente partono da Santa Cruz de Tenerife, la capitale. In occasione delle festività del 2 febbraio della Vergine, piccoli gruppi effettuano il pellegrinaggio anche a piedi, anche se per motivi climatici e per le date invernali non è così frequentato come in agosto.